# Isla Loaf
La isla Loaf es una pequeña isla, ejerciendo de satélite de la mayor isla Attu, en el archipiélago de las islas Near, en el grupo de las islas Aleutianas, en Alaska. La isla Loaf se encuentra ubicada en la bahía de la Masacre, al sudeste de Attu. Fue así bautizada por el Ejército de los Estados Unidos durante su ocupación de Attu, durante la Segunda Guerra Mundial.
- Datos: Q1507648